# MYNAME the 3rd single
《MYNAME the 3rd single》是韓國的男子組合MYNAME的第3張韓語單曲，2013年10月11日由H2media發售

## 概要
- 《MYNAME the 3rd single》是MYNAME第3張單曲。
- 《Day By Day》為此單曲的主打曲目，並透過這首歌，向粉絲們展現他們比起以往，更加成熟的面貌。此曲由DEUX的李賢道親自填詞譜曲，並獻聲唱Rap。[1]

## 收錄内容
1. It's gonna be alright（Intro）
2. Day By Day
feat. 李賢道
3. 無法抹去的（Memory）（지울 수 없는）
4. U-Turn
5. Goodbye（Outro）